# 메타 리프레시
메타 리프레시(Meta refresh)는 주어진 시간 이후 현재 웹 페이지나 프레임을 자동으로 새로 고침을 웹 브라우저에 지시하는 방식이다. http-equiv 변수에 "refresh"를 설정하고 content 변수에 초 단위 타임 주기를 적용하는 HTML의 meta 엘리먼트를 사용한다. 또, 대체 URL을 content 변수에 포함시킴으로써 페이지를 새로 고칠 때 브라우저에 다른 URL을 페치(fetch)하도록 지시하는 것도 가능하다. 새로 고침 시간 주기를 0(또는 매우 낮은 값)으로 설정함으로써 메타 리프레시는 URL 리다이렉션의 메소드로 사용이 가능하다.

## 역사
이 기능은 1995년 경 넷스케이프 내비게이터 1.1에 의해 HTTP 헤더와 그에 일치하는 HTML meta HTTP 동등 요소의 형태로 처음 도입되었으며, 이를 통해 도큐먼트 개발자가 수초 후에 클라이언트에 자동으로 문서를 새로 고치거나 지정된 URL로 변경하도록 신호를 보내는 것이 가능하다.

## 예시
5초 후에 페이지의 새로 고침을 지시하려면 <head> 안에 다음을 포함한다:
```
<
meta
 
http-equiv
=
"refresh"
 
content
=
"5"
>

```

5초 후에 https://example.com/로 리다이렉트 처리한다:
```
<
meta
 
http-equiv
=
"refresh"
 
content
=
"5; url=https://example.com/"
>

```

즉시 https://example.com/로 리다이렉트 처리한다:
```
<
meta
 
http-equiv
=
"refresh"
 
content
=
"0; url=https://example.com/"
>

```